# Austropsocus apicipunctatus
Austropsocus apicipunctatus är en insektsart som först beskrevs av Tillyard 1923.  Austropsocus apicipunctatus ingår i släktet Austropsocus och familjen Pseudocaeciliidae. Inga underarter finns listade i Catalogue of Life.